# Delahaye Type 178
Der Delahaye Type 178 ist ein Pkw-Modell. Hersteller war Automobiles Delahaye in Frankreich.

## Beschreibung
Die Fahrzeuge wurden zwischen 1947 und 1950 hergestellt.
Die Basis bildete der Type 175. Allerdings war der Radstand auf 315 cm verlängert worden, was zu einer Fahrzeuglänge von 480 cm führt. Einige Wagen sind Limousinen, andere Cabriolets.
Der Sechszylinder-Ottomotor war in Frankreich mit 26 CV eingestuft. Er hat 94 mm Bohrung, 107 mm Hub, 4455 cm³ Hubraum und leistet zwischen 130 und 140 PS.
Insgesamt entstanden 37 Fahrzeuge.